# Swainsona fissimontana
Swainsona fissimontana är en ärtväxtart som beskrevs av John McConnell Black. Swainsona fissimontana ingår i släktet Swainsona och familjen ärtväxter. Inga underarter finns listade i Catalogue of Life.